# Zeliónaia Dolina
Zeliónaia Dolina (en rus: Зелёная Долина) és un poble de l'óblast d'Omsk, a Rússia, que en el cens del 2010 tenia 148 habitants. Pertany al districte rural de Mariànovka.